# Lotnisko Gocław
Lotnisko Gocław – nieistniejące obecnie lotnisko w Warszawie, położone w prawobrzeżnej części miasta. 

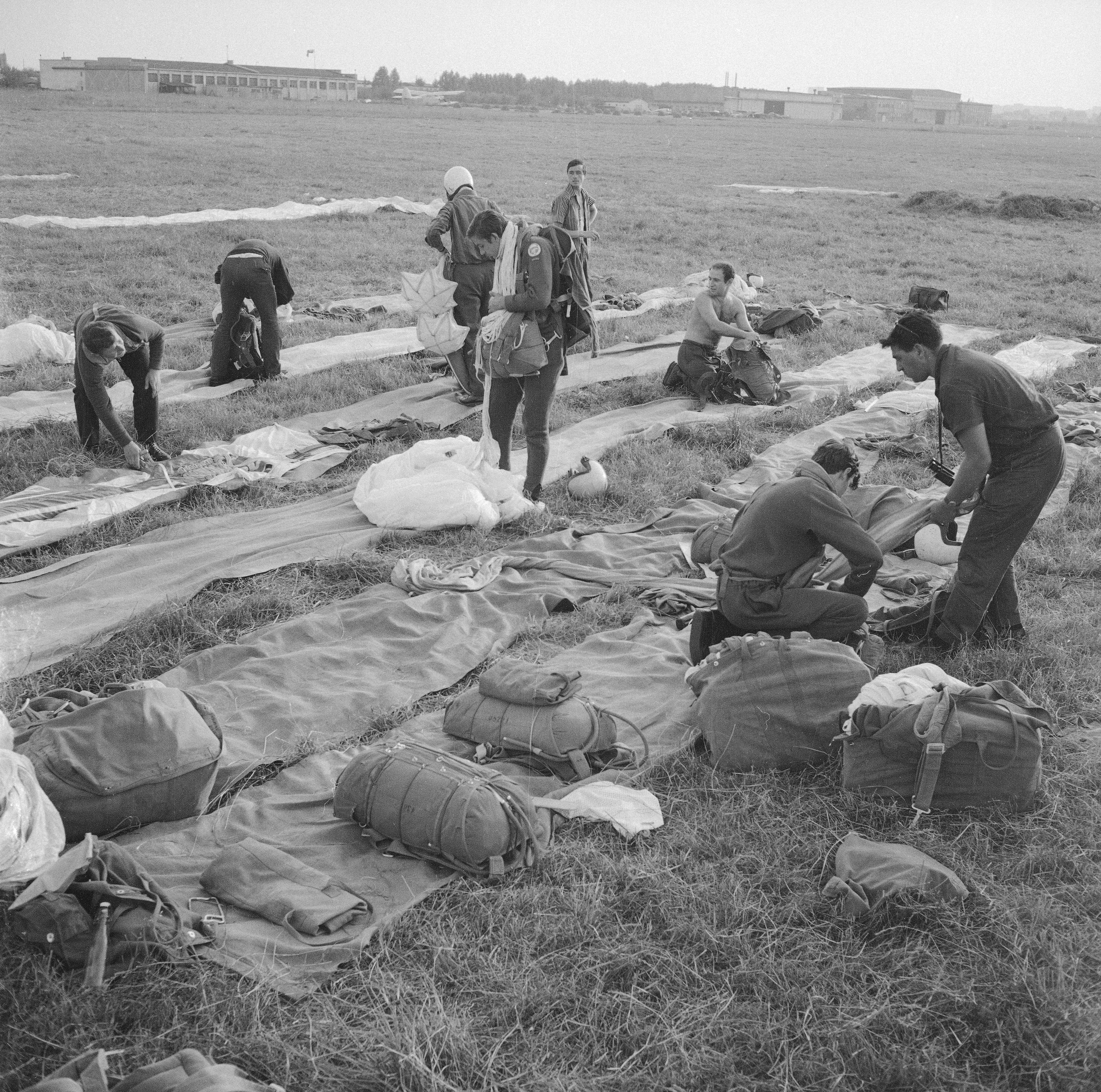
Skoczkowie spadochronowi na starcie spadochronowym – IV Warszawskie Zawody Spadochronowe Seniorów i III Warszawskie Zawody Spadochronowe Juniorów zorganizowane przez Aeroklub PRL na lotnisku Gocław (1968)

Do 1939 jedynie zniwelowano teren i wytyczono pole wzlotów oraz wybudowano przepompownię. W czasie kampanii wrześniowej lotnisko zostało zbombardowane przez lotnictwo niemieckie (Luftwaffe). W okresie II wojny światowej teren lotniska był eksploatowany w niewielkim stopniu. Po wojnie teren do kanału Nowej Ulgi został odbudowany i przeznaczony na lotnisko sportowe Aeroklubu Warszawskiego. Było też używane przez lotnictwo sanitarne. Lotnisko zostało zlikwidowane w 1976.

## Położenie
Planowane w latach trzydziestych jako komunikacyjne, ówcześnie na terenie 17. okręgu administracyjnego Warszawy - Grochów, do którego należały podmokłe pola Gocławia oraz przyległych do Warszawy osiedli i wsi należących do gminy Wawer (folwark Gocławek I, osiedle Las, wieś Bluszcze) pomiędzy ul. Ostrobramską i przedłużoną ul. Międzynarodową oraz planowaną południową obwodnicą kolejową Warszawy. W związku z projektem miały powstać mosty znaczenia lokalnego na przedłużeniu al. Stanów Zjednoczonych i wzdłuż mostu kolejowego obwodnicy, w rejonie zbiegu wału Gocławskiego z Wałem Miedzeszyńskim.
Port lotniczy planowano na Bluszczach (rejon węzła Trasy Siekierkowskiej i Wału Miedzeszyńskiego i ul. Jugosłowiańskiej). Planowano także zabudowania naprzeciwko dworca – wzdłuż ul. Ostrobramskiej (obecne centra handlowe i telewizja). Na urzędowych planach Warszawy oznaczono elipsą teren przyszłego lotniska. Oś krótsza elipsy lotniska miała się znajdować obok osi ul. Witolińskiej. Wymagane było odwodnienie terenu, a więc zbudowanie przepompowni.

## Historia

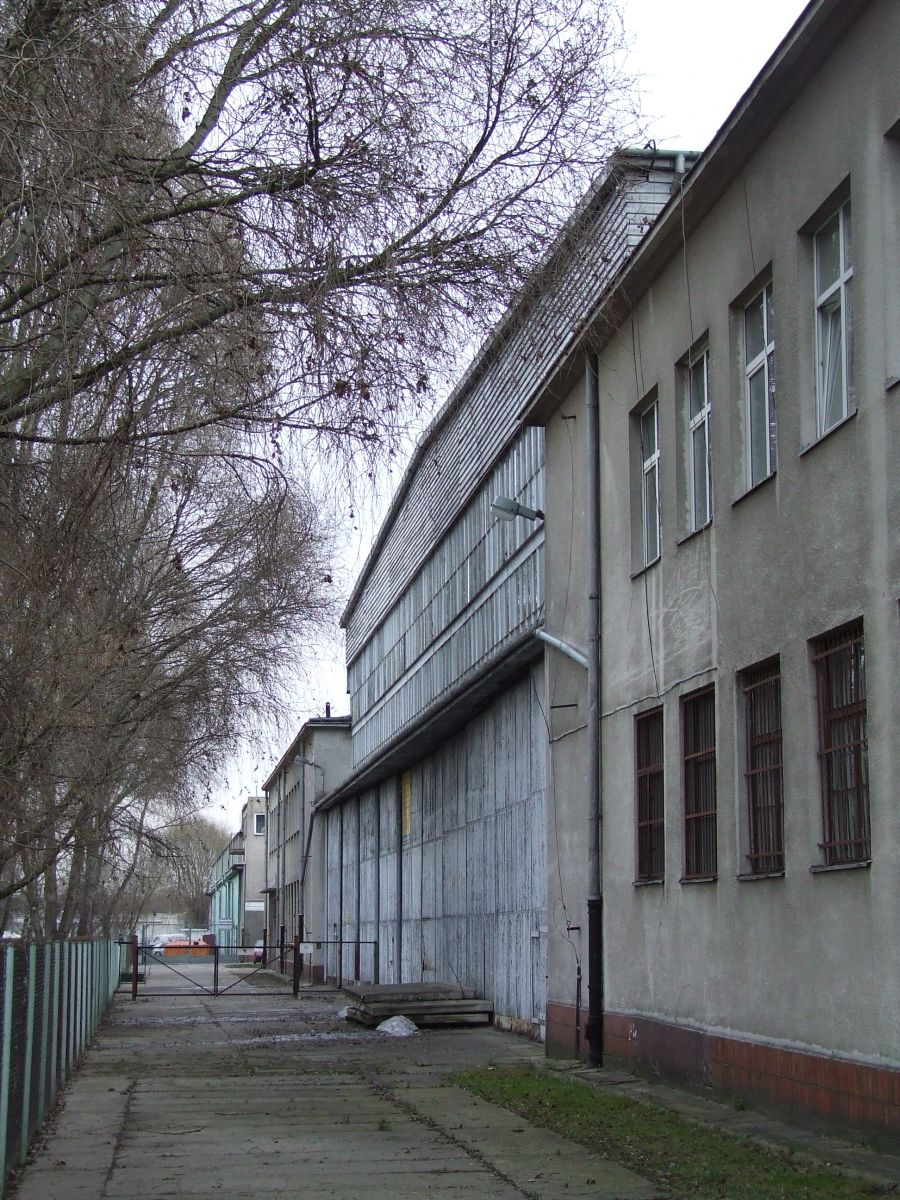
Hangary lotniska Gocław (kwiecień 2006)

W 1934 zapadła decyzja o likwidacji pierwszego w Warszawie lotniska mokotowskiego (położonego w lewobrzeżnej części miasta) i w jego miejsce miały powstać trzy inne: lotnisko sportowe na Młocinach, wojskowe na Okęciu i komunikacyjne na Gocławiu. Po wybudowaniu lotniska Okęcie przejęło ono pasażerski ruch lotniczy, było jednak krytykowane z różnych względów. Kierując się przewidywaniami o przyszłej roli Warszawy jako centralnego węzła komunikacyjnego, zaprojektowano lotnisko na Gocławiu. Zwracano uwagę na rolę lotnisk Paryż-Le Bourget i Berlin-Tempelhof.
Opis projektu ukazał się w czerwcu 1939. W projekcie nie uwzględniono zbyt bliskiego miastu położenia Gocławia oraz rozmiarów samolotów, które już przed wojną były znaczne. Gwałtowny wzrost ich wielkości nastąpił w okresie wojennym. Te dwie sprawy wykluczały  taki projekt lotniska w tym miejscu, de facto tuż koło Śródmieścia. Decyzję o ograniczeniu roli lotniska na Gocławiu podjęto ok. 1950, w czasie odbudowy Warszawy po wojennych zniszczeniach. Wtedy to zaprojektowano przebieg przyszłej Trasy Łazienkowskiej (części obwodnicy śródmiejskiej), pozostawiając odpowiednią rezerwę przestrzeni pomiędzy domami Marszałkowskiej Dzielnicy Mieszkaniowej (al. Armii Ludowej) oraz na Grochowie, na osi alei Stanów Zjednoczonych. Trasa ta miała przebiegać przez aleję Stanów Zjednoczonych, a most wypadł tam, gdzie miał być tylko most lokalny obsługujący lotnisko komunikacyjne. Jednocześnie zrezygnowano z południowej obwodnicy kolejowej i ulic wzdłuż niej – w tym drugiego mostu lokalnego – na Mokotów.
Nawet jako lotnisko sportowe, lotnisko było czasami uciążliwe ze względu na liczność operujących nad dzielnicą niewielkich samolotów. W 1971 zapadła decyzja o likwidacji i zabudowie jego terenu przez osiedla mieszkaniowe. Ostatecznie w 1976 lotnisko przestało pełnić swoje funkcje, a aeroklub przeniósł się na lotnisko Warszawa-Babice.
Dziś na terenie byłego lotniska stoją domy mieszkalne. Z dawnej zabudowy pozostały trzy hangary przy ul. Wał Miedzeszyński 646. Działają w nich m.in. park trampolin, klub muzyczny i studia telewizyjne.
Pamięć o lotnisku upamiętniono w dzielnicy także nazwami ulic i osiedli (nazwy bohaterów lotniczych oraz samolotów sportowych i spółdzielni mieszkaniowej Gocław-Lotnisko). Wzdłuż kanału Nowa Ulga (na którym działa pompownia wśród wiaduktów węzła na Bluszczach) przeprowadzono drugą trasę szybkiego ruchu przebiegającą przez teren objęty projektem pierwotnym – Siekierkowską.
Obecnie w ruchu pasażerskim z wymienionych lotnisk funkcjonuje Lotnisko Chopina.